# Црква Вазнесења Господњег у Старом Селу
Црква Вазнесења Господњег у Старом Селу, у општини Велика Плана, подигнута је 1882/1883. године и сврстава се у непокретна културна добра као споменик културе.

## Архитектура
Црква у Старом Селу је саграђена духу ханзенатике по пројекту архитекте Светозара Ивачковића као једнокуполна грађевина основе слободног крста. Просторно је подељена на споља тространу изнутра полукружну олтарску апсиду на истоку, наос са правоугаоним певничким просторима и малу припрату на западу. Засведена је полуобличастим сводовима на чијем је пресеку над наосом конструисана купола. Дух Ханзенове школе очитава се у обради фасада почев од блоковитости и транспарентности спољних површина на које се рефлектује унутрашња подела простора до карактеристичних прозорских отвора у виду монофора, бифора и квадрифора.

## Иконостас
Изузетно вредну уметничку целину представљају иконе на иконостасу, које је 1885. године осликао један од највећих представника српског реалистичког сликарства Ђорђе Крстић. Црква поседује лепе и вредне примере икона, богослужбених књига и сасуда као и комада црквеног мобилијара. У њеној порти постављен је 1933. године споменик у знак сећања на пале ратнике у Првом светском рату из овог краја.

## Реконструкција
Регионални завод за заштиту споменика културе Смедерево изводио је радове на цркви и звонику у периоду 2002-2004. године. Пројекат конзервације иконостаса израдио је Републички завод за заштиту споменика културе Београд 2002. године, али до данас нису обезбеђена средства за извођење радова.